# Nuevo Paraíso, Campeche
Nuevo Paraíso är en ort i Mexiko.   Den ligger i kommunen Calakmul och delstaten Campeche, i den östra delen av landet, 1 100 km öster om huvudstaden Mexico City. Nuevo Paraíso ligger 171 meter över havet och antalet invånare är 168.
Terrängen runt Nuevo Paraíso är platt. Runt Nuevo Paraíso är det mycket glesbefolkat, med 4 invånare per kvadratkilometer. Närmaste större samhälle är Santo Domingo, 19,1 km sydväst om Nuevo Paraíso. I omgivningarna runt Nuevo Paraíso växer i huvudsak städsegrön lövskog.